# 畢業 雪月花殺人遊戲
《畢業 雪月花殺人遊戲》為日本推理作家東野圭吾的長篇推理小說，是東野圭吾第二本出版發行的書籍，也是「加賀恭一郎系列」的第一本小說。加賀恭一郎後來成為東野圭吾筆下的重要主角，身分是刑事警察，而本書是描述恭一郎尚在大學求學時期發生的案件。作者在最初寫作時，並沒有預定要讓加賀恭一郎成為一個特別系列，只是隨著寫作生涯自然發展而成。
《畢業 雪月花殺人遊戲》單行本於1986年由講談社發行，1989年發行了講談社文庫版，書名改成了兩個字《畢業》。繁體中文版原由皇冠文化出版，當年改題《畢業前殺人遊戲》，後由獨步文化再版改回《畢業 雪月花殺人遊戲》，簡體中文版由南海出版公司出版，書名直譯為《畢業》。

## 出版書籍
| 出版社       | 出版日期      | 格式   | 頁數  | ISBN                   | 譯者   |
| ------------ | ------------- | ------ | ----- | ---------------------- | ------ |
| 講談社       | 1986年5月1日  | 單行本 | 319頁 | ISBN 978-4-06-202728-1 | 不適用 |
| 皇冠文化     | 1989年1月10日 | 平裝書 | 288頁 | ISBN 978-957-330-047-2 | 傅君   |
| 講談社       | 1989年5月8日  | 文庫本 | 371頁 | ISBN 978-4-06-184440-7 | 不適用 |
| 大韩民国     | 2009年6月30日 | 平裝書 | 408頁 | ISBN 978-897-275436-7  |        |
| 獨步文化     | 2009年10月1日 | 平裝書 | 304頁 | ISBN 978-986-656-233-4 | 吳得智 |
| 南海出版公司 | 2012年7月1日  | 平裝書 | 259頁 | ISBN 978-754-425893-7  | 黃真   |

## 故事簡介
畢業前夕，加賀恭一郎向相原沙都子告白，藤堂正彥和牧村祥子穩定交往，走向菁英之路，若生勇和井澤華江見過對方父母，準備日後結婚。就讀國立T大學的六名好友即將度過在校的最後時光。但牧村祥子被發現死在其自住的公寓裡。警察雖然先是判斷其為自殺，可是之后幾個互相矛盾的供詞令警察從自殺和他殺兩方面著手開始調查。同為大學生的加賀恭一郎等六人從祥子留下的日記開始，追查祥子的死亡之謎。但隨後，在全國大賽中爆冷落敗的金井波香又在雪月花遊戲中離奇中毒身亡。兩件命案間似有若無的關係令人摸不著頭緒。加賀恭一郎雖不中亦不遠的推論出命案真相，卻無助於自己與他人的過去與未來。是否南澤老師的難得糊塗才是最好的安排？

## 登場人物
※關於加賀恭一郎、恭一郎的父親請參看「加賀恭一郎系列－登場人物」。
相原 沙都子（Aihara Satoko）
文學部四年級學生。加賀喜歡著她。
藤堂 正彦（Toudou Masahiko）
理工學部四年級學生。志向是升讀碩士課程。
牧村 祥子（Makihara Shouko）
第一個被害者。文學部英美學科四年級學生，藤堂的戀人。
金井 波香（Kanai Namika）
第二個被害者。文學部四年級學生，劍道部部員。
若生 勇（Wakou Isamu）
四年級學生，網球部部員，哥哥是學生運動的鬥士。
井澤 華江（Izawa Hanae）
文學部四年級學生，若生勇的戀人。
以上六人是加賀從高中時代開始就開始交往的朋友們。
南澤 雅子（Minamizawa Masako）
加賀等人高中時代的恩師，茶道部的顧問。